# Holly Taylor
Holly Taylor (Middleton, 31 ottobre 1997) è un'attrice e ballerina canadese.
Ha vinto uno Young Artist Award nel 2015 per la sua performance nella serie televisiva The Americans.

## Biografia
Figlia di Margaret e Mark Taylor, Holly è nata a Middleton, nella provincia di Nuova Scozia in Canada. Ha un fratello maggiore di nome Philip. A 2 anni, nel 2000, si è trasferita con la famiglia a Wayne in New Jersey e poco tempo dopo, a 3 anni, è stata iscritta in una scuola di danza. A soli 11 anni Taylor si esibiva in otto show alla settimana come membro del cast di Billy Elliot the Musical, all'Imperial Theatre di Broadway. Nel mentre è stata invitata a partecipare al "programma Johns Hopkins per bambini dotati e di talento" e, successivamente, anche al "programma International Student Exchange per bambini dotati". La sua partecipazione in Billy Elliot the Musical è durata 22 mesi.
Dopo essere apparsa in alcuni film minori e in diversi spot tv, nel 2013 è entrata a far parte del cast di The Americans, serie televisiva statunitense in cui interpreta il personaggio di Paige Jennings. Questa sua performance è stata particolarmente acclamata dalla critica, tanto da farle conquistare nel 2015 uno Young Artist Award come miglior attrice non protagonista in una serie televisiva e una candidatura al Saturn Award come miglior artista emergente. Nel settembre 2015 è stata una degli ospiti della cerimonia di premiazione degli Emmy Award, annunciando insieme a Joel Benoliel il vincitore dell'Emmy al miglior programma non sceneggiato. Ha frequentato a Wayne la Wayne Hills High School. Ha in seguito studiato graphic design alla Kean University nel New Jersey, dove si è laureata nel 2021.

## Filmografia

### Cinema
- Ashley, regia di Dean Ronalds (2013)
- Worst Friends, regia di Ralph Arend (2014)
- The Otherworld, regia di Gisela Pereira (2016)
- The Witch Files, regia di Kyle Rankin (2018)
- We Still Say Grace, regia di Brad Helmink e John Rauschelbach (2020)
- Rogue Hostage, regia di Jon Keeyes (2021)

### Televisione
- Celebrity Nightmares Decoded - show TV (2011)
- The Americans – serie TV, 75 episodi (2013-2018)
- The Good Doctor - Serie TV, 2 episodi (2018)
- Bull - Serie TV, 1 episodio (2018)
- Dolly Parton: Le corde del cuore - serie Netflix, 1 episodio (2019)
- The Unsettling - Serie TV, 8 episodi (2019)
- Manifest – serie TV (2021-2023)

## Teatro
- Billy Elliot the Musical (2011)

## Riconoscimenti
- 2015 – Young Artist Award
  - Miglior giovane attrice non protagonista in una serie televisiva per The Americans
- 2015 – Saturn Award
  - Candidatura come Miglior artista emergente in una serie televisiva per The Americans